# Medal Honorowy za Zasługi dla Województwa Małopolskiego
Medal Honorowy za Zasługi dla Województwa Małopolskiego – polskie odznaczenie samorządowe nadawane w formie medalu.

## Charakterystyka
Medal ustanowiony Uchwałą Nr XLVIII/761/10 Sejmiku Województwa Małopolskiego z dnia 30 sierpnia 2010 r. w sprawie ustanowienia Medalu Honorowego za Zasługi dla Województwa Małopolskiego, która określa wzór oraz zasady i tryba nadawania.
Medal ten jest najwyższym małopolskim wyróżnieniem wojewódzkim. Przyznawany jest przez Sejmik w drodze uchwały, na podstawie rekomendacji Komisji Medalu osobom fizycznym, prawnym oraz jednostkom organizacyjnym nie posiadającym osobowości prawnej za aktywne działania na rzecz społeczności lokalnych, które swoją działalnością wybitnie przyczyniły się do rozwoju Małopolski.
Odznaka dzieli się na trzy stopnie:
- I stopień – Złoty Medal Honorowy za Zasługi dla Województwa Małopolskiego (obecnie maksymalnie jedno wręczenie rocznie);
- II stopień – Srebrny Medal Honorowy za Zasługi dla Województwa Małopolskiego (maksymalnie cztery wręczenia rocznie);
- III stopień – Brązowy Medal Honorowy za Zasługi dla Województwa Małopolskiego (maksymalnie siedem wręczeń rocznie).

## Wygląd
Na awersie widnieje wizerunek Orła Białego – godło z herbu województwa małopolskiego, wpisane w otok z umieszczoną w jego górnym łuku dewizą w języku łacińskim pisaną majuskułą –„PALATINATUS POLONIAE MINORIS MERITI”, a w dolnym łuku z przedstawieniem dwóch stylizowanych gałązek wawrzynu. Na rewersie widnieje wizerunek św. Kingi trzymającej tarczę z Orłem Białym, okolony ornamentem z wici roślinnej z wyjątkiem dolnego łuku, w którym majuskułowy napis – „ŚW. KINGA”. Na obrzeżu, z prawego boku, wytłoczony kolejny numer Medalu w danym stopniu.

## Odznaczeni
Odznaczeni Złotym Medalem:
- 2011: kardynał Franciszek Macharski oraz Marek Nawara (pośmiertnie)
- 2012: kardynał Stanisław Dziwisz oraz Wisława Szymborska (pośmiertnie)
- 2013: Krzysztof Penderecki
- 2014: Uniwersytet Jagielloński
- 2015: Królewska Katedra na Wawelu – Kapituła Metropolitalna oraz Marcin Pawlak (pośmiertnie)
- 2016: Andrzej Wajda
- 2017: Państwowe Muzeum Auschwitz-Birkenau
- 2020: Juliusz Erazm Bolek[3]